# Beaufort (Missouri)
Beaufort é uma cidade não incorporada no oeste de Franklin County, Missouri, Estados Unidos. Ele está localizado no cruzamento da Rota 50 dos EUA e da Rota 185, aproximadamente onze milhas a oeste da Union.[carece de fontes?]
O primeiro assentamento em Beaufort foi realizado em 1849, mas toda a cidade foi incorporada oficialmente em 1887. Na cidade localiza-se um correio chamado e que está em operação desde 1849. A cidade provavelmente leva o nome de Beaufort, Carolina do Sul.[carece de fontes?]